# Замора
Замора (шп. Zamora) град је који се налази на северозападу Шпаније, близу границе са Португалом. Налази се у истоименој покрајини Замора, аутономне заједнице Кастиља и Леон. Према процени из 2008. у граду је живело 66.672 становника.
Замора је позната по романичкој архитектури. Истиче се Катедрала која је саграђена између 1151. и 1174. године. Прослава Ускршњих празника у Замори је проглашена међународном туристичком атракцијом.

## Становништво
Према процени, у граду је 2008. живело 66.672 становника.
| 1981.  | 1991.  | 2001.  |
| ------ | ------ | ------ |
| 58.560 | 64.476 | 64.845 |

## Партнерски градови
- Овиједо